# Thoressa
Thoressa är ett släkte av fjärilar. Thoressa ingår i familjen tjockhuvuden.

## Bildgalleri

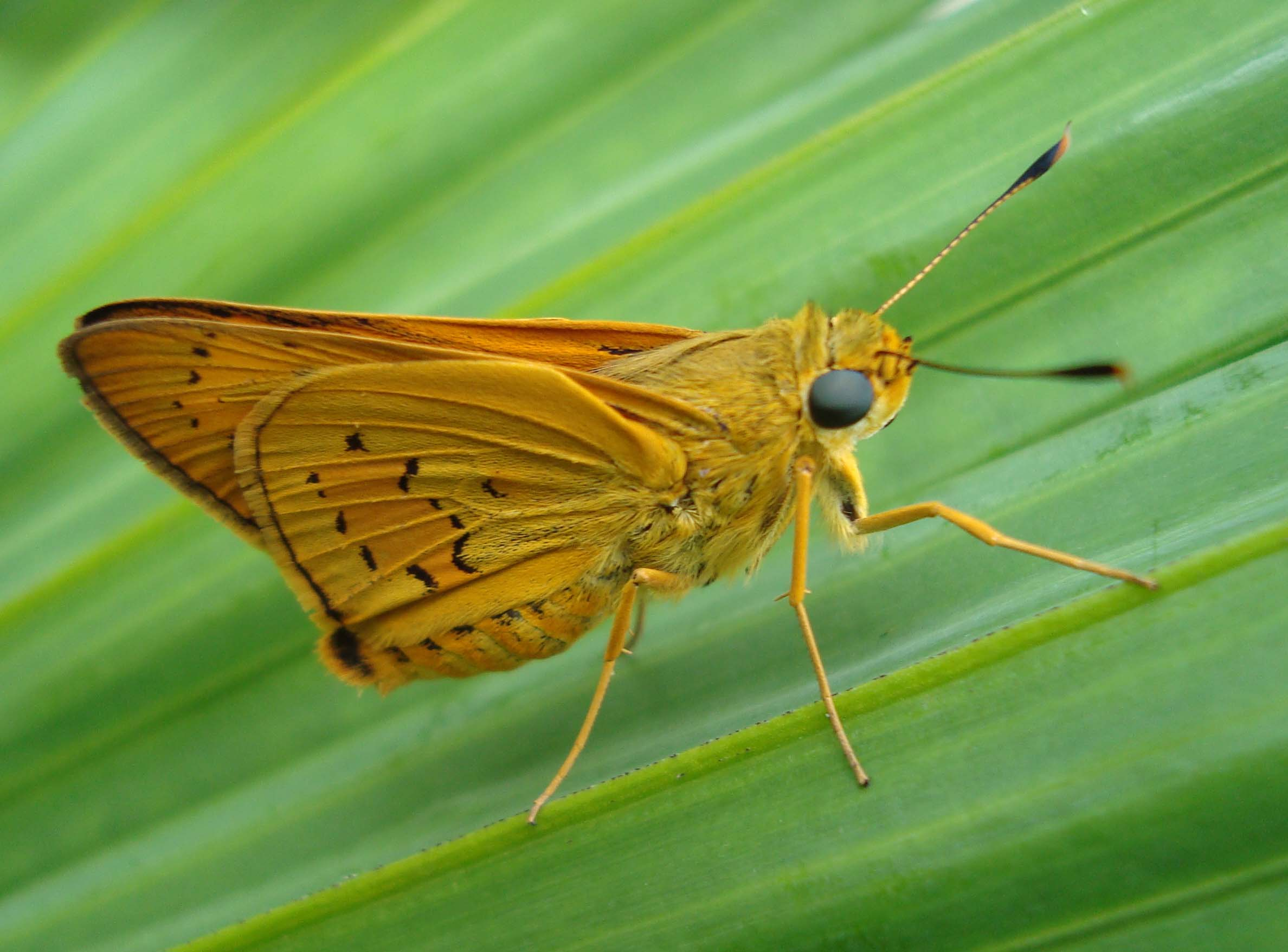

## Dottertaxa tillThoressa, i alfabetisk ordning[1]
- Thoressa aina
- Thoressa albivitta
- Thoressa aokii
- Thoressa ara
- Thoressa astigmata
- Thoressa bivitta
- Thoressa caenis
- Thoressa cerata
- Thoressa cochina
- Thoressa debilis
- Thoressa decorata
- Thoressa evershedi
- Thoressa formosa
- Thoressa fusca
- Thoressa gupta
- Thoressa honorei
- Thoressa horishama
- Thoressa hyrie
- Thoressa justini
- Thoressa kuata
- Thoressa latris
- Thoressa leechi
- Thoressa masoni
- Thoressa melancholica
- Thoressa merea
- Thoressa nuydai
- Thoressa senna
- Thoressa sitala
- Thoressa strona
- Thoressa submacula
- Thoressa thandaunga
- Thoressa varia
- Thoressa zinnia